# Argyrophilie
Argyrophilie (von ἄργυρος árgyros ‚Silber‘ und φίλος phílos ‚Freund‘) ist die Anfärbbarkeit von Geweben durch eine Silberfärbung („Versilberung“) mittels ammoniakalischer Silbernitrat-Lösung mit nachfolgender Reduktion durch Formol oder Tannin. Anfärbbar sind zum Beispiel argyrophile Fasern (= Gitterfasern) und argyrophile Granula (der argentaffinen Zellen). Im Gegensatz dazu binden argentaffine Moleküle verstärkt Silberionen, die jedoch zur Sichtbarmachung nicht reduziert werden müssen.
Durch diese Eigenschaft kann man zum Beispiel durch die Versilberung gut retikuläres Bindegewebe (färbt sich schwarz) von kollagenem Bindegewebe (färbt sich braun) unterscheiden, was mit anderen Färbungen nicht gut möglich ist.